# Гимнокалициум Квеля
Гимнокалициум Квеля (лат. Gymnocalycium quehlianum) — кактус из рода Гимнокалициум.

## Описание
Стебель голубовато-зелёный, плоскошаровидный, во взрослом состоянии достигает 10 см в диаметре. Рёбер около 10, выглядят сросшимися из густо сидящих округлых бугорков.
Центральных колючек нет. Радиальных — 5, они цвета слоновой кости, с красным основанием, располагаются на опушённых ареолах. Существуют разновидности с белыми, жёлтыми и красно-коричневыми колючками.
Цветки очень декоративные, белые с красным зевом, высотой около 6 см.

## Распространение
Встречается в аргентинской провинции Кордова.

## Синонимы
- Echinocactus quehlianus
- Echinocactus platensis var. quehliana